# 정전제
정전제(丁田制)는 722년(신라 성덕왕 21)에 시작된 신라의 토지제도이다. 고대 중국 당시에 부분적으로 시행되었고, 한반도에서는 고려 말부터 논의된 정전제(井田制)와는 다르다.

## 개설
정전(丁田)은 매정(每丁, ‘모든 정(丁)’ 또는 ‘정(丁)마다’라는 뜻이다)에게 나누어 주는 전토(田土)를 의미한다. 신라의 〈촌락 문서〉(村落文書)에 따르면, 남자는 연령별로 구분하여 정(丁)·조자(助子)·추자(追子) 등으로 나뉘어 있고, 여자는 정녀(丁女)·조여자(助女子)·추여자(追女子) 등으로 나뉘어 있는데, 정전의 정(丁)은 바로 이 촌락 문서에 나타나 있는 정(丁)에 해당하는 것이다.
정전제는 일종의 반전수수(班田收受) 제도, 곧 국가가 매정에게 일정한 면적의 토지를 반급(班給)해 주고(반전), 그것을 바탕으로 조세를 거두어들이는(수수) 제도였다. 그러나 정에 반급된 전토의 면적, 정에 해당하는 연령의 기준 그리고 정에 정남 아닌 정녀가 포함되는지의 여부, 정이 아닌 남녀에 대하여 어떤 감액된 급전(急田)이 있었는지 등의 문제에 관한 사료는 전혀 발견되지 않고 있다.

## 정전제와 균전제의 비교
정전제(丁田制)와 중국의 북위(北魏) 이후 당대(唐代)의 균전제(均田制)를 비교해 보면 다음과 같다.
즉 중국의 균전제는 당제에 따르면, 정남(丁男 : 21세 이상 59세까지) 및 18세 이상의 중남(中男 : 16세 이상 20세까지)에 대하여 전(田) 1경(頃 : 100묘)을 지급하였는데, 그중에서 20묘는 영업전(營業田)으로서 자손에게 상속이 허용되었고, 나머지 80묘(畝)는 구분전(口分田)으로서 본인이 사망하면 국가에 환납(還納)하도록 하였다. 정남·중남(18세 이상)으로 취급되지 않는 독질(篤疾)·폐지(廢疾) 등에 대해서는 각각 일정한 액을 감해서 급여하였는데, 어느 경우에나 그중 20묘는 영업전으로 하고, 그 나머지를 구분전으로 하는 것은 동일하였다.
신라에서도 구분전이 사급(賜給)된 예가 있어 구분전의 존재를 통하여 신라에서도 당(唐)과 비슷한 균전제가 시행되었으리라는 견해가 있으나, 한국 전제(田制)상에 나타나는 구분전은 고려의 경우에서 보는 바와 같이 농민 일반에 대해서 지급하는 보편적인 토지를 말하는 것이 아니라 전몰한 군인의 처나 노령퇴역(老齡退役)의 군인에 대해서 특전적으로 지급하는 특수한 논밭의 종목이었다. 신라의 정전제가 과연 어느 정도로 중국의 균전제를 따랐는지는 확실하지 않으나, 정전제를 실시할 때 신라의, 중국 제도에 대한 이해와 지식이 하나의 큰 전제가 되었던 것을 생각할 수 있다.
그러나 실제 신라의 경우에는 국가가 농민에게 토지를 반급해 주었다는 것은 신규의 토지 지급이 아니라 대개의 경우 농민이 본래 보유하고 있던 토지에 대하여 어떤 법제적인 인정을 가하거나, 또는 황무지를 농민에게 주어 강제로 경작하게 한 것이 아닌가 하는 설이 유력하다.

## 같이 보기
- 균전제
- 관료전
- 정전법(井田法)